# Sebastian Simmert
Sebastian Simmert (* 7. April 1989 in Halle (Saale)) ist ein deutscher Philosoph und Kriminologe an der Martin-Luther-Universität Halle-Wittenberg. Seine Forschungsschwerpunkte sind Rechtsphilosophie, Logik, Handlungstheorien, Wissenschaftstheorie sowie politisch motiviertes Gewaltverhalten.

## Leben
Sebastian Simmert studierte Philosophie, Politikwissenschaft und Komparatistik an der Martin-Luther-Universität Halle-Wittenberg. Er schloss das Studium 2014 ab und wurde 2016 mit einer Arbeit zu den moraltheologischen und mathematischen Grundlagen der Wahrscheinlichkeitstheorie promoviert. Von 2017 bis 2020 war er unter Leitung von Daniela Trunk wissenschaftlicher Mitarbeiter im Teilprojekt zur rechtlichen Begleitforschung des vom Bundeskriminalamt initiierten Projekts RISKANT ("Risikoanalyse bei islamistisch motivierten Tatgeneigten") an der Hochschule der Polizei des Landes Sachsen-Anhalt in Aschersleben. Im Rahmen des Projektes entwickelte er eigenverantwortlich für das Bundeskriminalamt eine Theorie und eine darauf aufbauende Heuristik für die frühzeitige Identifizierung politisch motivierter Gewalttäter. 2020 erfolgte eine Weiterbeschäftigung im Folgeprojekt "Radar-rechts", das er bis zum Abschluss im Jahr 2022 begleitete. 2023 arbeitete er im von Jens Borchert geleiteten Projekt Sijuk (Aktuelle Herausforderungen für die Arbeit im Strafvollzug: die Situation junger Frauen, der Umgang mit ideologisierten "Kadern" und das Übergangsmanagement") eigenverantwortlich an der Hochschule Merseburg zum Themenbereich ideologisierter Kader.
Während der Mitarbeit in den Projekten lehrte er nebenbei am Juristischen Bereich der Martin-Luther-Universität Halle-Wittenberg in den Bereichen Logik, Rechtstheorie sowie Rechtsphilosophie. Seit 2023 engagiert er sich zudem im Studiengang Medizin-Ethik-Recht mit Lehrangeboten zu medizinethischen Themen sowie Themen zur Philosophie der Medizin. Weiterhin ist er Bestandteil der Redaktion der Zeitschrift für Medizin-Ethik-Recht.

## Schriften

### Artikel
- Terrorismus im Zeichen falscher Tradition. In: Zeitschrift für Rechtsphilosophie, Heft 1/2013, S. 3–17.
- Nulla poena sine lege. Etiam sine lege poena est conscientia. In: Zeitschrift für Rechtsphilosophie, Heft 3/2016, S. 283–304.
- Gefahr im Strafrecht – Über die Zurechnung konkreter Gefahr und epistemologischen Ansprüche an den Tatrichter In: Zeitschrift für die gesamte Strafrechtswissenschaft, Band 128/2017, S. 1141–1174.
- Ist die Feststellung der Schuldfähigkeit durch psychiatrisch-psychologische Gutachten rechtfertigbar? In: Rechtstheorie, Band 48, Heft 4, 2018, S. 493-509. doi:10.3790/rth.48.4.493
- Approaches and problems in risk assessment for the prevention of violent extremist offending – about a philosophical-hermeneutical approach of risk assessment in Germany. In: Revista Brasileira de Ciências Criminais. Band 180, 2021, S. 71–109.
- Kommen künstlichen Intelligenzen subjektive Rechte zu? – Eine Untersuchung vor dem Hintergrund der Leibniz-Kanger-Anderson Reduktion. In: Rechtsphilosophie – Zeitschrift für Grundlagen des Rechts, Heft 4, 2023, S.  375-400. doi:10.5771/2364-1355-2023-4-375
- Ethische Anmerkung zu BGH, Beschl. vom 2.11.2023 - 6 StR 128/23. In: Zeitschrift für Medizin-Ethik-Recht, Heft 1/2024, S. 85–105.

### Sammelwerkbeiträge
- Christian Wolffs Kosmologie In: Theis, Robert, Aichele, Alexander (Hrsg.), Handbuch Christian Wolff, Springer, Wiesbaden 2018, S. 197-218. ISBN 978-3-658-14737-2.
- mit Joachim Renzikowski: Causa efficiens In: Bublitz, Jan Christoph; Bung, Jochen et al. Recht – Philosophie – Literatur: Festschrift für Reinhard Merkel zum 70. Geburtstag – Berlin: Duncker & Humblot, 2020, S. 667–680.

### Monographien
- Probabilismus und Wahrheit. Eine historische und systematische Analyse zum Wahrscheinlichkeitsbegriff. Springer, Wiesbaden 2017. ISBN 978-3-658-17877-2. (Print) 978-3-658-17878-9 (Online).
- Theorie und Heuristik der individuellen Risikoanalyse. Tectum, Baden-Baden 2021. ISBN 978-3-8288-4561-9.
- mit Jakob Meier: Kritik der reinen Sprache. Ein Kommentar zu Ludwig Benedikt Trede Vorschläge zu einer nothwendigen Sprachlehre. Universitätsverlag Halle-Wittenberg, Halle (Saale) 2025. ISBN 978-3-86977-284-4.

### Lehrbücher
- mit Alexander Aichele, Joachim Renzikowski und Jakob Meier: Einführung in die Logik und ihren Gebrauch. Ein kleines Kompendium (nicht nur) für Juristen (Jura kompakt) – Studium und Referendariat, C.H.Beck, München 2015. ISBN 978-3-406-67684-0.
- mit Alexander Aichele, Joachim Renzikowski und Jakob Meier: 法学における論理学の使用法 Einführung in die Logik und ihren Gebrauch. Ein kleines Kompendium (nicht nur) für Juristen (Jura kompakt) – Studium und Referendariat. 法律文化社, 2021. ISBN 978-4-589-04183-8.
- mit Daniela Trunk: Wissenschaftliches Arbeiten im polizeiwissenschaftlichen Studium. UTB GmbH, 2022. ISBN 978-3-8252-5843-6.

### Report
- mit Daniela Trunk: Rechtliche und interdisziplinäre Aspekte polizeilicher Gefahrenabwehr – das Verfahren RISKANT und das standardisierte Instrument RADAR-iTE 2.0. : Abschlussbericht 2020 : RISKANT: Risikoanalyse islamistisch motivierter Tatgeneigter. doi:10.2314/KXP:1750800365.
- mit Laura Overhage, Markus Ißl und Jens Borchert: Aktuelle Herausforderungen im Strafvollzug. Die Situation junger Frauen, der Umgang mit ideologisierten "Kadern" und das Übergangsmanagement (Sijuk). Hochschulverlag Merseburg, Merseburg 2023. ISBN 978-3-948058-56-2.

### Rezensionen
- Anne Peters: Jenseits der Menschenrechte. Die Rechtsstellung des Individuums im Völkerrecht. In: Zeitschrift für Rechtsphilosophie, Heft 4/2015, S. 459–462.
- Tom. L. Beauchamp; James F. Childress: Prinzipien der Bioethik. In: Zeitschrift für Medizin-Ethik-Recht, Heft 2/2024, S. 190–201.